# Kypello Kyprou 1963-1964
La Kypello Kyprou 1963-1964 fu la 22ª edizione della coppa nazionale cipriota. Vide la vittoria finale dell'Anorthōsis, che conquistò il suo quarto trofeo.

## Formula
In questa stagione i campionati furono interrotti per la difficile situazione politica di Cipro, pertanto questa coppa fu l'unico trofeo effettivamente assegnato.
Parteciparono al torneo solo sette delle undici squadre iscritte alla A' Katīgoria 1963-1964; erano previsti perciò solo tre turni, ovvero quarti, con gare di andata e ritorno, semifinali e finale, con partita di sola andata; in caso di pareggio si disputavano i supplementari e, al perdurare di situazione di parità, si effettuava la ripetizione sul campo della squadra di trasferta; in particolare nel primo turno (che prevedeva andata e ritorno) lo spareggio si disputava in casa della squadra che aveva disputato il primo turno in casa. Fu effettuato un sorteggio sia delle squadre di casa sia della squadra ammessa direttamente alle semifinali.

## Partite

### Quarti di finale
| Squadra 1          | Totale | Squadra 2        | Andata | Ritorno |
| ------------------ | ------ | ---------------- | ------ | ------- |
| AEL Limassol       | 2 - 2  | Apollōn Limassol | 1 - 1  | 1 - 1   |
| Anorthōsis         | 3 - 1  | Nea Salamis      | 1 - 0  | 2 - 1   |
| APOEL              | 3 - 2  | Omonia           | 1 - 1  | 2 - 1   |
| Olympiakos Nicosia | bye    |                  |        |         |

#### Replay dei quarti di finale
| Squadra 1    | Risultato | Squadra 2        |
| ------------ | --------- | ---------------- |
| AEL Limassol | 4 - 1     | Apollōn Limassol |

### Semifinali
| Squadra 1          | Risultato | Squadra 2    |
| ------------------ | --------- | ------------ |
| Anorthōsis         | 5 - 1     | AEL Limassol |
| Olympiakos Nicosia | 1 - 1     | APOEL        |

#### Replay delle semifinali
| Squadra 1 | Risultato | Squadra 2          |
| --------- | --------- | ------------------ |
| APOEL     | 4 - 2     | Olympiakos Nicosia |

### Finale
| Nicosia 5 luglio 1964 Finale                                                                                 | APOEL     | 0 – 3 referto                                                              | Anorthōsis | Stadio Vecchio GSP |
| \| \| \| \| \| \| Marcatori \| 59’ Kostakis Anderou (Kokkinis) 73’ Mavrikios Asprou 75’ Dimitris Zangylos \| |           |                                                                            |            |                    |
| |           |                                                                            |            |                    |
| | Marcatori | 59’ Kostakis Anderou (Kokkinis) 73’ Mavrikios Asprou 75’ Dimitris Zangylos |            |                    |

## Tabellone
|  | Quarti di finale   | Quarti di finale   | Quarti di finale   |                    |              | Semifinali   | Semifinali | Semifinali |  |  | Finale | Finale | Finale |  |
|  |                    |                    |                    |                    |              |              |            |            |  |  |        |        |        |  |
|  | AEL Limassol       | AEL Limassol       | 4                  |                    |              |              |            |            |  |  |        |        |        |  |
|  | AEL Limassol       | AEL Limassol       | 4                  |                    |              |              |            |            |  |  |        |        |        |  |
|  | Apollōn Limassol   | Apollōn Limassol   | 1                  |                    |              |              |            |            |  |  |        |        |        |  |
|  | Apollōn Limassol   | Apollōn Limassol   | 1                  |                    | AEL Limassol | AEL Limassol | 0          |            |  |  |        |        |        |  |
|  |                    |                    |                    |                    | AEL Limassol | AEL Limassol | 0          |            |  |  |        |        |        |  |
|  |                    |                    | Anorthōsis         | Anorthōsis         | 1            |              |            |            |  |  |        |        |        |  |
|  | Anorthōsis         | Anorthōsis         | Anorthōsis         | Anorthōsis         | 1            | 3            |            |            |  |  |        |        |        |  |
|  | Anorthōsis         | Anorthōsis         |                    |                    |              |              |            |            |  |  |        |        |        |  |
|  | Nea Salamis        | Nea Salamis        | 1                  |                    |              |              |            |            |  |  |        |        |        |  |
|  | Nea Salamis        | Nea Salamis        | 1                  |                    | Anorthōsis   | Anorthōsis   | 3          |            |  |  |        |        |        |  |
|  |                    |                    |                    |                    |              |              |            |            |  |  |        |        |        |  |
|  |                    |                    | APOEL              | APOEL              | 0            |              |            |            |  |  |        |        |        |  |
|  | APOEL              | APOEL              | APOEL              | APOEL              | 0            | 3            |            |            |  |  |        |        |        |  |
|  | APOEL              | APOEL              |                    |                    |              |              |            |            |  |  |        |        |        |  |
|  | Omonia             | Omonia             | 2                  |                    |              |              |            |            |  |  |        |        |        |  |
|  | Omonia             | Omonia             | 2                  |                    | APOEL        | APOEL        | 4          |            |  |  |        |        |        |  |
|  |                    |                    |                    |                    | APOEL        | APOEL        | 4          |            |  |  |        |        |        |  |
|  |                    |                    | Olympiakos Nicosia | Olympiakos Nicosia | 2            |              |            |            |  |  |        |        |        |  |
|  | Olympiakos Nicosia | Olympiakos Nicosia | Olympiakos Nicosia | Olympiakos Nicosia | 2            | bye          |            |            |  |  |        |        |        |  |
|  | Olympiakos Nicosia | Olympiakos Nicosia |                    |                    |              |              |            |            |  |  |        |        |        |  |
|  |                    |                    |                    |                    |              |              |            |            |  |  |        |        |        |  |

- Anorthōsis ammesso alla Coppa delle Coppe 1964-1965.